# ABC座
『ABC座』（エービーシーざ）は、A.B.C-Zの5人が単独で座長を務め、日生劇場にて2012年より毎年行われている舞台。
2020年に第5作となる『ABC座 2016 株式会社応援屋!!〜OH&YEAH!!〜』を原案とした映画『オレたち応援屋!!』が公開された。

## ABC座 星（スター）劇場
2011年12月9日に行われた製作発表会見にて、A.B.C-ZのDVDデビューが発表された。第1幕はジャニー喜多川作・構成・演出の新作ミュージカル『We are the Five Stars!』、第2幕はA.B.C-Zのライブという2幕構成になっている。ストーリーは、橋本演じるリョウスケがタイムスリップして4人の先祖と出会い、夢をかなえてスターになるまでを描くというもの。公演タイトルは「日生」を縦に書くと漢字の「星」になることから劇場名をもじって命名された。演出では星がデザインされた直径4メートル、重さ700キロのモーターの無い大車輪に5人が乗って、5人の人力だけで車輪を動かすオリジナルのアクロバットが披露された。
日程
- ABC座 星（スター）劇場：2012年2月4日 - 29日、日生劇場
- ABC座 全国公演：2012年3月5日 - 7日、NHK大阪ホール / 4月3日、仙台サンプラザホール / 4月17日、名古屋国際会議場 センチュリーホール / 4月21日、広島・ALSOKホール / 4月26日、福岡サンパレス / 5月5日、札幌・ニトリ文化ホール

キャスト〔ABC座 星（スター）劇場〕
- A.B.C-Z
  - リョウスケ - 橋本良亮：現代を生きる無気力な若者。後にミュージシャンになる夢を叶える。
  - ショウタ - 戸塚祥太：ロックスター。リョウスケの祖父。金では手に入らない本当の幸せをリョウスケに教える。
  - フミト - 河合郁人：戦国武将。リョウスケの400年前の先祖。笑いから導かれる夢をリョウスケに教える。
  - コウイチ - 五関晃一：第二次世界大戦時の兵士。リョウスケの曾祖父。ダンスを通して平和の尊さをリョウスケに教える。
  - リョウイチ - 塚田僚一：技術者で日本の経済成長を支えた。リョウスケの父。走り続ければ夢が叶うことをリョウスケに教える。

- Sexy Zone（交互出演）
  - 中島健人、菊池風磨

- noon boyz（交互出演）
- Question?
- ジャニーズJr.
  - 京本大我、髙地優吾
  - 岩本照、深澤辰哉、渡辺翔太、宮舘涼太、佐久間大介
  - 原嘉孝
  - 井上瑞稀：ショウタの弟。目の見えない少年。

## ABC座 2013 ジャニーズ伝説
作、構成、演出はジャニー喜多川。2013年7月24日に制作発表が行われたが、その反響が大きかったため、開場して50年となる日生劇場史上初めての追加公演が決定した。ジャニー喜多川が「僕の青春の思い出」と語るように、ジャニーからA.B.C-Zが聞いたエピソードをもとに台本が作られ、第1幕ではジャニーズのアメリカ武者修行をミュージカルで再現。第2幕ではフォーリーブスや少年隊のナンバーをショー形式で見せた。4人だったA.B.C.が5人でA.B.C-Zになった結成秘話にも触れられている。新技アクロバット「5Rings」がお披露目された。
製作発表にはあおい輝彦から音声メッセージが寄せられ、必要ならいつでも稽古場に駆け付ける用意があると応援の意思が伝えられた。
日程
- 2013年10月6日 - 28日、日生劇場

キャスト
- A.B.C-Z
  - 青井輝彦 他 - 橋本良亮
  - ビング・クロスビー、バリー・デヴォーゾン、ミズキの兄 他 - 戸塚祥太
  - 中谷良 他 - 河合郁人
  - 飯野おさみ 他 - 五関晃一
  - 真家ひろみ 他 - 塚田僚一

- ジャニーズJr.
  - Snow Man
    - 岩本照、深澤辰哉、渡辺翔太、阿部亮平、宮舘涼太、佐久間大介

  - ミズキ - 井上瑞稀：ジャニーズが出会った目の不自由な少年
  - 金田耀生（井上瑞稀とWキャスト）
  - 岩橋玄樹、岡本カウアン、宮近海斗、半澤暁、原嘉孝、森継亮太、田中斗希、後藤泰観、石垣大祐、小川優

## ABC座 2014 ジャニーズ伝説
作・構成・演出はジャニー喜多川。
初演からわずか7ヵ月での再演。第1幕の盲目の少年の夢とともにアメリカへと渡った初代ジャニーズの伝説は前作とほぼ同様。一方、第2幕はA.B.C-Zの伝説をメインにノンストップのソング＆ダンスでつづる新作ミュージカルとなっている。
日程
- 2014年5月9日 - 30日、日生劇場

キャスト
- A.B.C-Z
  - あおい輝彦 - 橋本良亮
  - ビング・クロスビー 、少年の兄　他- 戸塚祥太
  - 中谷良 - 河合郁人
  - 飯野おさみ - 五関晃一
  - 真家ひろみ - 塚田僚一

- ジャニーズJr.
  - Snow Man
    - 岩本照、深澤辰哉、渡辺翔太、阿部亮平、宮舘涼太、佐久間大介

  - 岩橋玄樹、宮近海斗、井上瑞稀、寺西拓人、田中斗希、森継亮太、原嘉孝、目黒蓮、田中誠治、石垣大祐、後藤泰観、小川優

## ABC座 2015
第1部は少年隊の錦織一清が演出・曾我泰久が音楽を担当する芝居「THE PLAY」、第2部ではジャニー喜多川が監修するエンターテインメントショー「THE SHOW」という2部構成で展開された。第1部の新作芝居「サンズ・オブ・ザ・マッシュルーム」は60年代にタイムスリップしてしまったロックバンドの友情や葛藤を笑いや涙を交えながら描く。第2部のタイトルは「We Love A.B.C-Z」。
日程
- 2015年10月7日 - 28日、日生劇場

キャスト
- プラネッツ - A.B.C-Z：売れないロックバンド。
  - リョウスケ（マーキュリー） - 橋本良亮（リードボーカル＆ギター）
  - ショータ（マーズ） - 戸塚祥太（ギター＆コーラス）
  - フミト（サターン） - 河合郁人（ドラム＆コーラス）
  - コウイチ（ジュピター） - 五関晃一（キーボード＆コーラス）
  - リョーイチ（メイチン） - 塚田僚一（ベース＆コーラス）

- ジャニーズJr.
  - 川島如恵留、七五三掛龍也、寺西拓人、森継亮太、原嘉孝、目黒蓮

- 五郞 - 曾我泰久：元バンドマン。タイムスリップしてきたプラネッツに出会い、彼らをマネージメントし、スターに導く。（第1部のみ）
- 蔵下穂波（第1部のみ）

## ABC座2016 株式会社応援屋!!〜OH&YEAH!!〜
演出は昨年の1部に続き錦織一清がつとめ、脚本・音楽はその錦織とともにミュージカル『JAM TOWN』を手掛けた西寺郷太が担当する。錦織の依頼により、脚本よりも先にテーマ曲として制作され、ジャニー喜多川からもアドバイスを受けた楽曲「サポーターズ!」は、少年隊の「ABC」をオマージュしたもので、ショータイムで披露された。A.B.C-Zの役柄は西寺が5人それぞれをイメージした当て書きである。
「いつも応援される側のアイドルが応援する側に回る」というコンセプトと「応援屋」というタイトルは錦織によって考えられた。「OH&YEAH!!」という英語表記は西寺のアイデアである。あらゆる人を応援する会社「株式会社応援屋」に集ったメンバーが友情を育んでいく物語で、いしけんがシャチョーと裕美子とともに、ジョー、修也、くりくりを仲間にして桂馬らを応援していく様子が描かれている。
いしけんを敵視する若者たち・デジタルボーイズが駆使する人工知能ロボット・CATANA（キャタナ）と桂馬が将棋の対局をするシーンはダンスと殺陣で表現されている。
日程
- 2016年10月5日 - 27日、日生劇場

キャスト
- A.B.C-Z
  - いしけん - 橋本良亮：石野田賢。クールな若きIT長者だが天涯孤独。「株式会社応援屋」を立ち上げ、ブレーンとして働く。シャチョーを父のように慕っている。
  - ジョー - 戸塚祥太：多部丈。長年コンビニでバイトをしていた。高校野球観戦が生きがい。
  - 修也 - 河合郁人：荒木修也。予備校で世界史の教師をしていたが、毒舌が原因でクビになった。ジョーとは腐れ縁の幼馴染み。
  - 桂馬 - 五関晃一：黒丸桂馬。天才棋士。CATANAに負けたことで引退を決意したが、応援屋のサポートによって再びCATANAと対戦する。
  - くりくり - 塚田僚一：栗田一平。棋士を目指すも年齢制限で挫折し引きこもりに。引きこもり中にDJと筋トレにはまった。憧れの桂馬の引退を知り、彼の元へ出てきた 。

- They武道
  - クリシュナ君 / Million  - 山本亮太
  - 加藤 - 江田剛：バーのマスター

- Travis Japan
  - ONEZERO - 森田美勇人
  - 一（イチ） - 宮近海斗（二役）
  - 鳩山 - 宮近海斗（二役）：コンビニの研修生
  - 佐久間 - 仲田拡輝：バーの店員
  - 千（セン） - 七五三掛龍也
  - 京（ケイ） - 梶山朝日
  - 点（テン） - 中村海人
  - 那由他（ナユタ） - 川島如恵留
  - 厘（リン） - 吉澤閑也

- MADE
  - 佐藤聡 - 秋山大河
  - 渡辺渉 - 稲葉光
  - 長田修 - 福士申樹
  - 真鍋学 - 冨岡健翔

- シャチョー - 佐藤正宏：天辰幸作。株式会社応援屋の社長。娘を亡くしている。
- 裕美子 - 鈴木ほのか：大山裕美子。シャチョーの元妻。予備校講師時代の同僚であった修也を応援屋に誘う。
- 多田 - ひのあらた：デジタル・コープスの専務
- 高井 - 松村朋子：デジタル・コープスの秘書
- 明日香 / MINAMI（シンドバッズ） - 江見ひかる
- 楓 / YUME（シンドバッズ） - 田中祥恵
- すみれ / ASAMI（シンドバッズ） - 田之上桃慧
- 百合 / MIKU（シンドバッズ） - 萩原麻乃
- 長谷川あかり（声の出演）

劇中歌
JASRAC公式サイトの「作品データベース検索サービス」における「ＡＢＣ座２０１６」の検索結果と公式パンフレットをもとに記述。
|                      | 曲名                                     | 作詞     | 作曲               | JASRAC 作品コード | 備考          |
| -------------------- | ---------------------------------------- | -------- | ------------------ | ----------------- | ------------- |
| 1                    | OH&YEAH!!                                | 西寺郷太 | 西寺郷太           | 224-5758-5        | 鍵盤：SWING-O |
| 2                    | 腐れ縁・イン・ザ・レイン                 | 西寺郷太 | 西寺郷太           | 224-5765-8        |               |
| 3                    | 将棋 BANG!                               | 西寺郷太 | 西寺郷太           | 224-5759-3        |               |
| 4                    | 人の心はマスマティックス？               | 西寺郷太 | 西寺郷太           | 224-5769-1        |               |
| 5                    | We're DIGITAL BOYS                       | 西寺郷太 | 西寺郷太           | 224-5771-2        |               |
| 6                    | シンドイシンドイシンドバット             | 西寺郷太 | 西寺郷太           | 224-5766-6        |               |
| 7                    | Waiting for you                          | 西寺郷太 | 西寺郷太           | 224-5760-7        |               |
| 8                    | Change Your Mind                         | 西寺郷太 | 西寺郷太           | 224-5761-5        |               |
| 9                    | ONE MORE KISS                            | 西寺郷太 | 西寺郷太           | 224-5762-3        | 編曲：corin.  |
| 10                   | The Same Birthday                        | 西寺郷太 | 西寺郷太           | 224-5768-2        |               |
| 11                   | ヒトの不幸をクリック、クリック、クリック | 西寺郷太 | 西寺郷太           | 224-5767-4        |               |
| 12                   | Delicious                                | 西寺郷太 | 西寺郷太・谷口尚久 | 224-5763-1        |               |
| 13                   | サポーターズ！                           | 西寺郷太 | 西寺郷太           | 224-5764-0        |               |
| 以下、パンフ未掲載曲 |                                          |          |                    |                   |               |
| 14                   | マッスル・パラダイス                     | 西寺郷太 | 西寺郷太           | 224-5770-4        |               |
| 15                   | CHERRY MOON                              |          | 西寺郷太           | 224-5772-1        |               |
| 16                   | VINYL UMBRELLA                           |          | 西寺郷太           | 224-5773-9        |               |
| 17                   | ABC座2016 2幕OVERTURE                    |          | 長谷川雅大         | 224-5775-5        |               |
| 18                   | ABC座2016 LAST ENDROLL                   |          | 西寺郷太           | 224-5774-7        |               |
| 19                   | サポーターズ！ENDROLL                    |          | 長谷川雅大         | 224-5776-3        |               |

## ABC座 ジャニーズ伝説 2017
初代ジャニーズからA.B.C-Zに至るまでのジャニーズの歴史をエンターテインメントショーで描く、2013年・2014年に続くシリーズの3作目。作・構成・演出はジャニー喜多川。初代ジャニーズのレコード「ジャニーズとアメリカ旅行」にインスパイアされて作られ、ジャニー喜多川が命名した新曲「We're ジャニーズ」が冒頭で披露され、そのジャニーを思わせるプロデューサー役を戸塚が演じた。「We're ジャニーズ」には初代ジャニーズからジャニーズWESTまでのデビュー組22組の名前が組み込まれている。新作アクロバット「5BOX」は5つのキューブが合体し、直径6メートル、4トンとABC座史上最大となる装置で、回転するキューブの中で宙づりになったり回ったりといった大技が披露された。
日程
- 2017年10月7日 - 28日、日生劇場

キャスト
- A.B.C-Z
  - 青井輝彦 - 橋本良亮
  - 社長 / バリー・デボーゾン - 戸塚祥太
  - 中谷良 - 河合郁人
  - 飯野おさみ - 五関晃一
  - 真家ひろみ - 塚田僚一

- Travis Japan
  - ビング・クロスビー - 吉澤閑也
  - 宮近海斗、中村海人、川島如恵留、七五三掛龍也

- MADE
  - 稲葉光、秋山大河、冨岡健翔、福士申樹

- あおい輝彦（映像出演）

## ABC座 ジャニーズ伝説 2018
2013年、2014年、2017年に続く4回目の上演となる「ジャニーズ伝説」。初代ジャニーズがスターダムにのし上がる過程や4カ月間の渡米の様子などを、A.B.C-Zの5人が初代ジャニーズメンバーの4人とジャニー喜多川を演じて再現する。オープニングのショーが一新され、A.B.C-Zの新曲「A.B.C-Z with LOVE」と「SHOWTIME!」の2曲がお披露目。第2幕はほぼすべてのジャニーズグループを網羅する31曲のノンストップメドレーが披露された。
8月4日に行われた製作発表会見には、初代ジャニーズに所属していたあおい輝彦がサプライズ登壇してエールを送った。10月20日の公演では日生劇場の開館55周年と、河合郁人の31歳の誕生日が祝われた。
日程
- 2018年10月7日 - 29日、日生劇場

キャスト
- A.B.C-Z
  - あおい輝彦 - 橋本良亮
  - 社長 / バリー・デヴォーゾン - 戸塚祥太
  - 中谷良 - 河合郁人
  - 飯野おさみ - 五関晃一
  - 真家ひろみ - 塚田僚一

- Travis Japan
  - 川島如恵留、吉澤閑也、松倉海斗、松田元太

- MADE
  - 秋山大河、稲葉光、福士申樹、冨岡健翔

- 5忍者
  - 元木湧、川崎皇輝、ヴァサイェガ渉、北川拓実、内村颯太

- 少年忍者
  - 青木滉平、久保田空輝、安嶋秀生、黒田光輝、豊田陸人、村上真都ラウール、織山尚大、平塚翔馬、檜山光成

- あおい輝彦（映像出演）

## ABC座 ジャニーズ伝説2019
作・構成・演出はジャニー喜多川とされているが、2019年7月9日に逝去したため、演出補佐として滝沢秀明が引き継いだ。そしてこれまで本シリーズは「過去」にスポットを当ててきたが、今回は「未来」をテーマに掲げ、これまで以上にジャニーズJr.が出演している。第1幕では初代ジャニーズのアメリカ武者修行の秘話が描かれるが、今回はより忠実さを追求するため、A.B.C-Zのメンバーはあおいに新たにインタビューを敢行し、当時のディティールをより深く表現した。また、亡きジャニー喜多川が今もどこかで見守ってくれているという思い、そして生前裏方に徹していた在り方を反映させ、今まで戸塚が演じていたマネジャー（ジャニー）役は登場させず、若いJr.に戸塚がストーリーテラーとしてジャニーズの歴史を紹介し、説明するという形式が1幕全体で貫かれた。2幕は歴代ジャニーズのヒット曲メドレーを披露するショー形式で構成され、メンバーと滝沢が同席する場で河合が堂本剛に楽曲制作を依頼し、この舞台のために書き下ろされた新曲「You…」が、ジャニーの死後事務所入りしたジャニーズJr.と一緒にラストで歌唱されている。
日程
- 2019年10月7日 - 29日、日生劇場

キャスト
- A.B.C-Z
  - あおい輝彦 - 橋本良亮
  - 語り手 戸塚 / バリー・デヴォーゾン - 戸塚祥太
  - 中谷良 - 河合郁人
  - 飯野おさみ - 五関晃一
  - 真家ひろみ - 塚田僚一

- MADE
  - 秋山大河、稲葉光、福士申樹、冨岡健翔

- 少年忍者
  - 織山尚大、元木湧、瀧陽次朗、山井飛翔、小田将聖、田村海琉、久保廉

- ジャニーズJr.
  - 横原悠毅、椿泰我、基俊介、松井奏、林拓音、田中誠治、石垣大祐、小川優
  - 三村航輝、松浦銀志、田仲陽成、寺澤小十侑、大東立樹、鮫島令、関翔馬、入江奏多、髙橋曽良、小鯛詩恩

- あおい輝彦（映像出演）

## ABC座2020 オレたち応援屋!! On Stage
映画『オレたち応援屋!!』の前日譚として応援屋の結成が描かれる。
日程
- 2020年10月3日 - 28日、日本青年館ホール

キャスト
- A.B.C-Z
  - 剣持秀一郎 - 橋本良亮
  - 大城戸寛人 - 戸塚祥太
  - 犀川勇 - 河合郁人
  - 白井和麿 - 五関晃一
  - 森田壮吉 - 塚田僚一

- 7 MEN 侍
  - 市浦颯馬 - 菅田琳寧
  - 谷川遊星 - 佐々木大光

- ジャニーズJr.
  - 赤松太紀 - 冨岡健翔
  - 辛島洋太 - 稲葉光
  - 芳賀漣 - 福士申樹
  - 薬師寺拓実 - 大関荷風
  - 柳澤佑 - 尾崎龍星
  - 城雅史 - 小鯛詩恩
  - 風見瑛斗 - 滝本海都

- 矢吹司 - 泉見洋平
- 雨宮樹理亜 - 能條愛未
- 東海林真智子 - 真飛聖（映像出演）
- 東海林美智子 - 森公美子：真智子の双子の姉。「喫茶エール」の店主。

スタッフ
- エターナル・プロデューサー - ジャニー喜多川
- 脚本 - 徳尾浩司
- 演出 - 川浪ナミヲ
- 原案 - 「ABC座2016 株式会社応援屋!!〜OH&YEAH!!」

## ABC座 ジャニーズ伝説2021 at IMPERIAL THEATRE
初めて帝国劇場で公演が行われる。“作品に説得力が必要”という理由で、ジャニーズの歴史を作った1人である佐藤アツヒロに出演がオファーされた。また、ジャニーズ事務所副社長の滝沢秀明に指名され、今回からA.B.C-Zの5人が初めて演出を行った。
第1幕では初代ジャニーズ4人の結成から米国武者修行、解散の道を選ぶまでの成長と挫折を描き、第2幕では光GENJIからこの年の11月にデビューしたばかりのなにわ男子の曲までを網羅した全28曲のジャニーズメドレーを披露。選曲は河合郁人が担当している。佐藤が光GENJIパートに登場し、「ガラスの十代」と「Graduation」、そして7 MEN 侍とともにローラースケートを履いて「太陽がいっぱい」を歌唱する場面もみられた。歴代メドレーにA.B.C-Z以外の本人が出演するのは初となる。演出面では7 MEN 侍が現代と1960年代の世界を自由に行き来しながら、若い世代にもジャニーズの伝説とスピリッツが受け継がれていく過程が描かれるようになり、昨年新型コロナ感染対策のため中止していたアクロバット「5STAR」も帝国劇場の舞台機構を使用して復活させた。2019年から採用された「You...」はフィナーレ曲として使用され、誰もいないステージ中央にスポットライトを当てることで、新たな伝説を作るアイドルがこれから生まれることを象徴するかのような演出で幕を閉じた。
日程
- 2021年12月7日 - 21日、帝国劇場

キャスト
- A.B.C-Z
  - あおい輝彦 - 橋本良亮
  - 社長（ジャニー） - 戸塚祥太
  - 中谷良 - 河合郁人
  - 飯野おさみ - 五関晃一
  - 真家ひろみ - 塚田僚一

- 7 MEN 侍
  - 中村嶺亜、菅田琳寧、本髙克樹、佐々木大光、今野大輝、矢花黎

- Jr.SP
  - ビング・クロスビー - 松尾龍
  - 林蓮音、和田優希（紅白歌合戦の司会 役）、中村浩大

- 少年忍者
  - 小田将聖、田村海琉、久保廉、山井飛翔、瀧陽次朗、稲葉通陽、鈴木悠仁、川﨑星輝、長瀬結星

- バリー・デヴォーゾン - 佐藤アツヒロ（特別出演）：ジャニーズのメンバーが全米デビューを目指すきっかけを与える名プロデューサー
- あおい輝彦（映像出演）

## ABC座 10th Anniversary ジャニーズ伝説2022 at Imperial Theatre
「ABC座」10周年記念公演であり、「ジャニーズ伝説」としては通算7度目の公演。昨年に続きA.B.C-Zが主演と演出を手掛ける。コロナ禍を鑑みて1部制になっていた構成は2部構成に戻り、7 MEN 侍のメンバーが社長に出会い、現代と当時を行き来してジャニーズの物語を聞き、社長の想いを受け継ぐというストーリー展開になっている。第1幕にはA.B.C-Zの5人が佐藤に直談判し、佐藤が実際に光GENJIとして経験した話を元に製作した「光GENJI伝説」が盛り込まれ、光GENJIが履いたローラースケートが社会現象になったエピソードも披露された。また、『ウエストサイド物語』の映画のシーンには、オーケストラピットまで使い、菅田率いるジェット団と佐々木率いるシャーク団のダンスバトルにA.B.C-Zと佐藤も加わるという演出で、全員参加の新曲「Make my destiny」が追加された。第2幕では初代ジャニーズからTravis Japanまで28組のナンバー36曲をノンストップで披露。例年通り、選曲は河合が担当したが、中には佐藤すら知らなかったという忍者の「秘・美・子」も入れられている。光GENJIメドレーでは、ローラースケートをはいた佐藤がジャニーズJr.と「STAR LIGHT」を、A.B.C-Zと「微笑みをあずけて」「ガラスの十代」を披露している。その他ジャニーズJr.メドレー、舞台機構「5STAR」を用いたA.B.C-Zメドレーも披露され、最後は堂本剛作詞・作曲の「You…」で幕を下ろした。
日程
- 2022年12月5日 - 22日、帝国劇場

キャスト
- A.B.C-Z
  - ジャニーズ
    - 青井輝彦 - 橋本良亮
    - 中谷良 - 河合郁人
    - 飯野おさみ - 五関晃一
    - 真家ひろみ - 塚田僚一

  - ジャニー喜多川 - 戸塚祥太：野球チームの監督であり、ジャニーズを結成し社長となる。

- 7 MEN 侍（本人 役）
  - 中村嶺亜、菅田琳寧、本髙克樹、佐々木大光、今野大輝、矢花黎

- SpeciaL
  - ビング・クロスビー - 松尾龍
  - 林蓮音、和田優希、中村浩大

- 少年忍者
  - 小田将聖（アツヒロの幼少期 役）、田村海琉、久保廉、山井飛翔、瀧陽次朗、稲葉通陽、鈴木悠仁、川﨑星輝、長瀬結星

-  バリー・デヴォーゾン 、テレビプロデューサー 　- 佐藤アツヒロ（特別出演）

## ABC座星（スター）劇場2023 〜5 Stars Live Hours〜
帝国劇場が老朽化に伴う建て替え工事を控え2025年をめどに一時閉館するため、建て替え前の帝劇では最後のABC座となる。また、メンバーの河合が本作の千秋楽である12月21日をもって脱退するため、5人体制のA.B.C-Zも見納めとなる。上演決定にあたり、メンバーが帝劇のさまざまな場所で撮影したプロモーションビデオが9月22日午前4時に東宝演劇の公式Xで公開された。全23公演のチケットは全日程即日完売した。
今回もA.B.C-Zの5人が演出・主演をつとめるが、タイトルや内容は一新され、ライブ形式の新しいショーとなった。第一幕はステージの周りに飾られたA.B.C-ZのCDジャケットが順々に照らされて幕が開き、大車輪型機構「5Star」を背負った5人が登場。第一幕は"ActA"と題され、グループの楽曲や事務所の先輩・後輩・外部アーティストまで幅広い楽曲を取り入れたメドレーで計36曲を披露。選曲は河合が担当した。"ActZ"と題され、星型の装置に乗って空中から降りてくる演出で始まる第二幕は、11月29日リリースの1stEP『5 STARS』に収録されたA.B.C-Zの楽曲などをメインにGo!Go!kidsやSpeciaLによるパフォーマンスも加えたメドレー計23曲を披露。客席通路や2階席も使いながら約2時間で同作史上最多の計59曲をパフォーマンスする構成となった。
5人体制ラストステージとなった12月21日の千穐楽公演では、本編終了後30分にわたって特別カーテンコールが行われた。河合も涙ながらに挨拶し、最後には「サポーターズ!」をファンとともに熱唱した。
日程
- 2023年12月7日 - 21日、帝国劇場

キャスト
- A.B.C-Z
  - 橋本良亮、戸塚祥太、河合郁人、五関晃一、塚田僚一

- SpeciaL
  - 林蓮音、松尾龍、和田優希、中村浩大

- Go!Go!kids
  - 田仲陽成、寺澤小十侑、佐久間玲駈、松浦銀志、三村航輝、上原剣心、羽村仁成、鮫島令

- 横田大都、馬場律樹、西中蒼輝、西中秀太、宮部敬太、宮部聡太、佐野斗真、小松美空

## ABC座2024 大金星（BIG VENUS） 〜時代（とき）を超えて〜
会場を3年連続で公演してきた帝国劇場からTOKYO DOME CITYに移す。A.B.C-Zが4人体制になってから初めての「ABC座」であり、2012年以来12年ぶりに全国ツアーが行われる。また、脚本は演劇ユニット「王様の演劇部」を主宰する斎藤栄作、演出はミュージカルからストレートプレイまで様々な演劇を手掛ける河原雅彦がA.B.C-Zと初タッグを組み、1年ほど打合せを重ね、完全オリジナルでゼロからストーリーを制作。心に闇を抱えて生きてきたアウトサイダー4人を乗せた豪華客船がパリへ向かう途中に大金星（BIG VENUS）へ飛ばされるが、大金星が抱える問題を解決して前向きな未来を目指すという、ABC座初のSFミュージカル・エンタテイメントとなった。劇中ではストーリーに合わせ、「デカメロン伝説」「硝子の少年」「チャンカパーナ」「群青ランナウェイ」「D.D.」といった先輩・後輩の名曲がジャンルを問わず全31曲披露された。
日程
- 2024年11月25日 - 12月8日、TOKYO DOME CITY HALL
- 2024年12月12日 - 16日、COOL JAPAN PARK OSAKA WWホール
- 2024年12月26日 - 28日、アイプラザ豊橋

キャスト
- A.B.C-Z：心に闇を抱えて生きてきたアウトサイダー
  - フット - 橋本良亮：王子
  - ポテト - 戸塚祥太：物理学者
  - 北街角ススム - 五関晃一：豪華客船の船長
  - ダイナマイト・FUJIYAMA - 塚田僚一：ボクシングの世界チャンピオン

- ハート - 内博貴：大金星の黒幕的な存在。アニマル系狩猟民族「サーカス」のライオン。
- 少年忍者：大金星の住人
  - ニンジン - 川﨑皇輝：チル系農耕民族「ヘルシー」
  - チュチュ - 青木滉平：セクシー系快楽民族「チャンカパーナ」
  - ウシミツ - ヴァサイェガ渉：シャドー系夜行性民族「レイン」
  - セロリ - 川﨑星輝：種族は「ヘルシー」
  - マッセ - 長瀬結星：ナニワ系こてこて民族「ドナイヤ」

- チェリー - 三森千愛：「チャンカパーナ」のリーダー
- カネージャ - 皇希：デカメロン星を支配する象の化身
- ハルカス - 林希：「ドナイヤ」のリーダー
- エンジェル - 浜崎香帆：「レイン」」のリーダー
- ナスビ - 彩吹真央：「ヘルシー」で住人たちから慕われている年配の女性
- 今野晶乃、佐藤マリン、倉知あゆか、渡邊彩乃、池田実桜、Homer、細川晃弘、成尾征吾、八重樫俊平、森さとる、井口大地

スタッフ
- 脚本 - 斎藤栄作
- 演出 - 河原雅彦

## 映画
『オレたち応援屋!!』のタイトルで、舞台第5作『ABC座 2016 株式会社応援屋!!〜OH&YEAH!!〜』を原案とした映画が2020年10月23日に公開された。主演はA.B.C-Z。監督は竹本聡志、脚本は徳尾浩司。舞台作品の世界観はそのままだが、キャラクター設定などは一新され、卒業する生徒たちのために伝統行事を復活させるのを手伝って欲しいという離島の高校教師からの依頼に応援屋の5人が奮闘するストーリーとなっている。

### キャスト（映画）
- 剣持秀一郎 - 橋本良亮[142]
- 大城戸寛人 - 戸塚祥太[142]
- 犀川勇 - 河合郁人[142]
- 白井和磨 - 五関晃一[142]
- 森田壮吉 - 塚田僚一[142]
- 門倉翔平 - 井上瑞稀（HiHi Jets / ジャニーズJr.）[142]
- 水野慧二 - 猪狩蒼弥（HiHi Jets / ジャニーズJr.）[142]
- 緒方漣 - 林蓮音（Jr.SP / ジャニーズJr.）[142]
- 蓑輪勇仁 - 和田優希（Jr.SP / ジャニーズJr.）[142]
- 久間凜太郎 - 鈴木舜映（ジャニーズJr.）[142]
- 飯塚洸太 - 鈴木大河（ジャニーズJr.）[142]
- 東海林真智子 - 真飛聖：「喫茶エール」の店主[88]
- 小柳沙織 - 小島藤子：ヒロイン・雷神高校の教師[139]
- 小柳美織 - ふせえり：沙織の母[139]
- 鍋島鷲五郎 - 国広富之：雷神島の町長[139]
- 西寺郷太（友情出演）[48]

### スタッフ（映画）
- 監督 - 竹本聡志
- 脚本 - 徳尾浩司
- 音楽 - 濱田貴司
- 主題歌 - A.B.C-Z「頑張れ、友よ!」（ポニーキャニオン）[139]
- 配給 - 東宝映像事業部

## DVD
- ABC座 星（スター）劇場（2012年7月4日）
- ABC座2013 ジャニーズ伝説 (The Digest)（2014年6月25日）
- 花言葉（2016年3月16日）
通常盤の映像特典として、『ABC座2015』より第1部short medley〜Smiling Again、PERIOD、Tomorrow〜from ABC座2015メドレー映像約5分、第2部ショウタイム約44分収録）[143]
- ABC座2016 株式会社応援屋!! 〜OH&YEAH!!〜（2017年3月15日）
- ABC座 ジャニーズ伝説2017（2018年8月29日）
- オレたち応援屋!!（2021年4月14日）[144]
- ABC座星(スター)劇場2023 〜5 Stars Live Hours〜（2024年3月6日予定）[145]